# راينبياوكس سميث
شيريل لين «راينبياوكس» سميث (بالإنجليزية: Cheryl Lynn "Rainbeaux" Smith)‏ ممثلة وموسيقية أمريكية.

## حياتها
ولد سميث في لوس أنجلوس، كاليفورنيا. كان أول ظهور لها في الفيلم القصير «ولادة أفروديت» بعد أن اقترحتها صديقة لأمها لهذا الدور. أدى ذلك إلى ظهورها بالأدوار في أفلام أخرى.

## وفاتها
توفيت شيريل سميث في الساعات الأولى من صباح يوم 25 تشرين الأول/أكتوبر 2002 من مضاعفات مرض الكبد والتهاب الكبد بعد إدمانها لمدة عقدين على الهيروين.